# 外直肌
外直肌（Lateral rectus muscle）是一塊在眼窩外側的肌肉，為六塊眼外肌中控制眼睛運動的其中一塊，受外旋神經(CN VI)的上分支所支配。外直肌主要負責眼球的外側運動，尤其是外展，促使瞳孔漸漸遠離眼球內側處。

## 結構
外直肌起源於總腱環的側部，插入到眼球的顳側。總腱環是一個環繞著視神經的腱環並且作為六塊控制眼睛運動的肌肉中除了下斜肌之外其中五塊的起源地。

### 神經支配
它是唯一受外展神經(第六對腦神經)所支配的肌肉。外展神經從橋腦腹面與延髓的交界處发出，向前方走行通過眶上裂，最後會合於外直肌。

### 脊髓束
外直肌受頂蓋脊髓束所支配，頂蓋脊髓束起使於中腦頂蓋，並交叉越過到中腦的背側邊。而且下行通過腦幹到達上面的脊髓的距離沒有比頸部還要遠。這條脊髓束涉及了上運動神經元與下運動神經元，並對視覺與聽覺的訊號刺激產生反應做出旋轉頭部的反射動作。部分的下行束（descending tracts）傳送運動訊號到腦幹和脊髓。

## 臨床意義
外展神經麻痺，又稱為第六對腦神經麻痺，是一種起因於外展神經受損的神經疾病。這種疾病可能是源於中風、外傷、腫瘤、發炎或是感染而所致。外展神經會受損可能是由任何類型導致顱內壓升高，包含腦水腫、外傷性顱內出血、腫瘤以及連接橋腦與外直肌之間神經有受損的創傷所引起。外展神經麻痺會導致水平複視，而使眼球漸漸不能向外側移動。外直肌將要被切除神經某些部分並且造成癱瘓，造成外直肌將不能再次使眼睛外展。最終，神經不善於再生或是不能完全痊癒，如果這種疾病是在很嚴重的階段，將會造成永久性的損傷。舉個例子，如果左外展神經受傷，左眼將不能完全外展。當左眼要嘗試向前看時，由於內直肌的相同動作而造成左眼偏離眼球內側。外直肌的真正功能是檢查一般人是否可以使眼球向外側移動的一種臨床測試。長期以來的一些技術進步可能漸漸發現外直肌麻痺的主要病因。雖然預知病毒性外直肌麻痺的發病一般是正確的，但是預知由創傷或是腫瘤所引起的發病就相當差了。

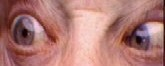
患者試著要看右邊，但是右眼沒辦法正常朝外側移動。

另外，跟外直肌有關的疾病是眼球後退症候群。這種症候群發生在控制外直肌的外展神經異常發育。為什麼外展神經異常發育的詳細原因至今還沒有完全了解清楚。

## 圖片

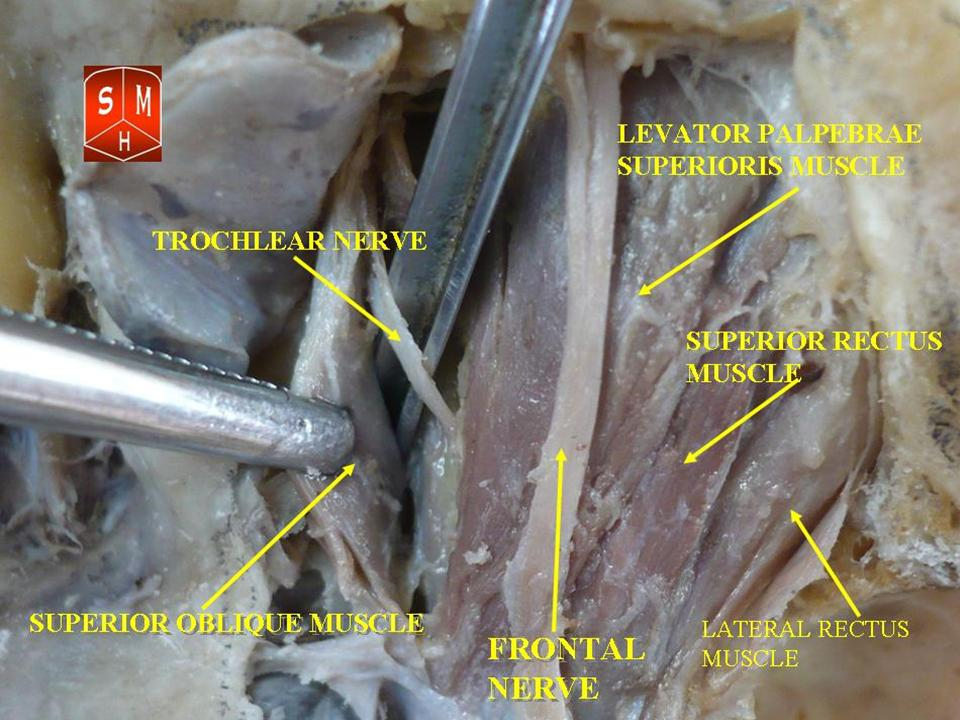
外直肌
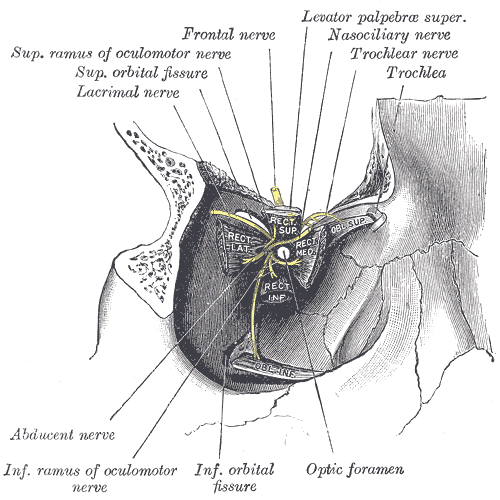
顯示於右眼外肌起源處的解剖圖(神經於眶上裂旁邊處進入)
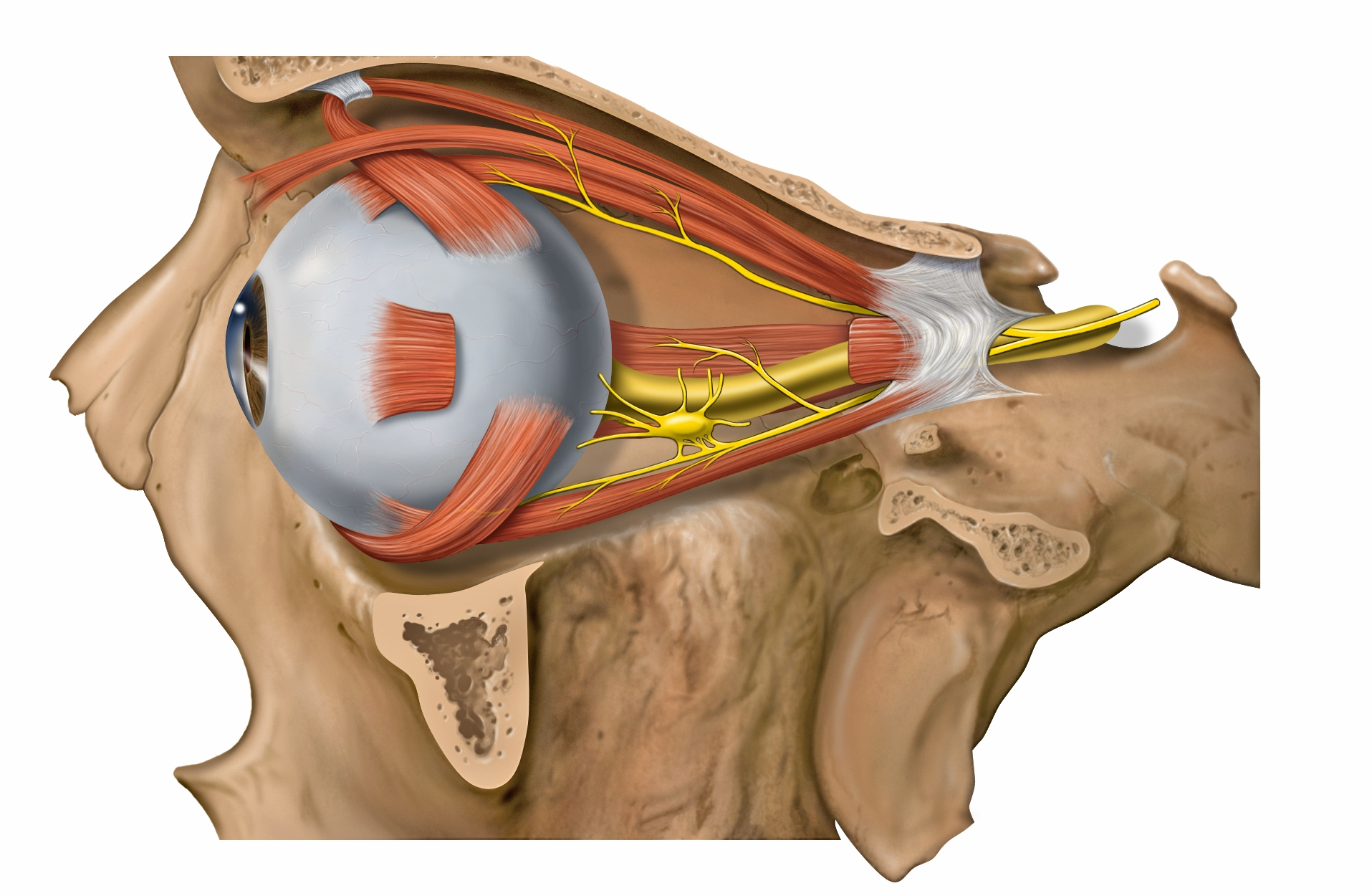
眼球側視圖(顯示著外直肌)
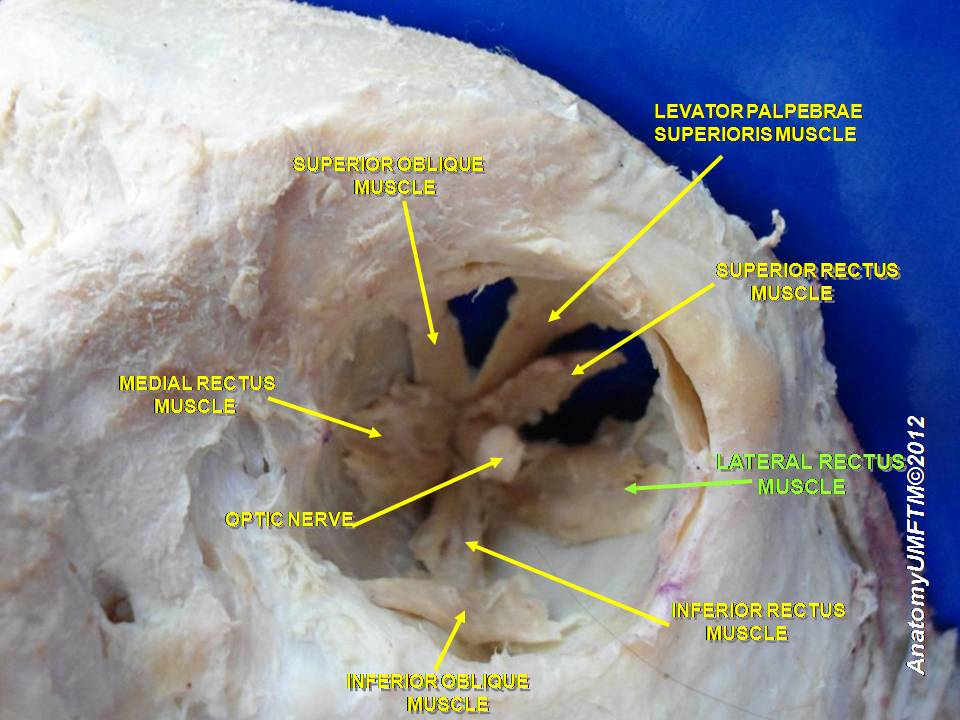
外直肌
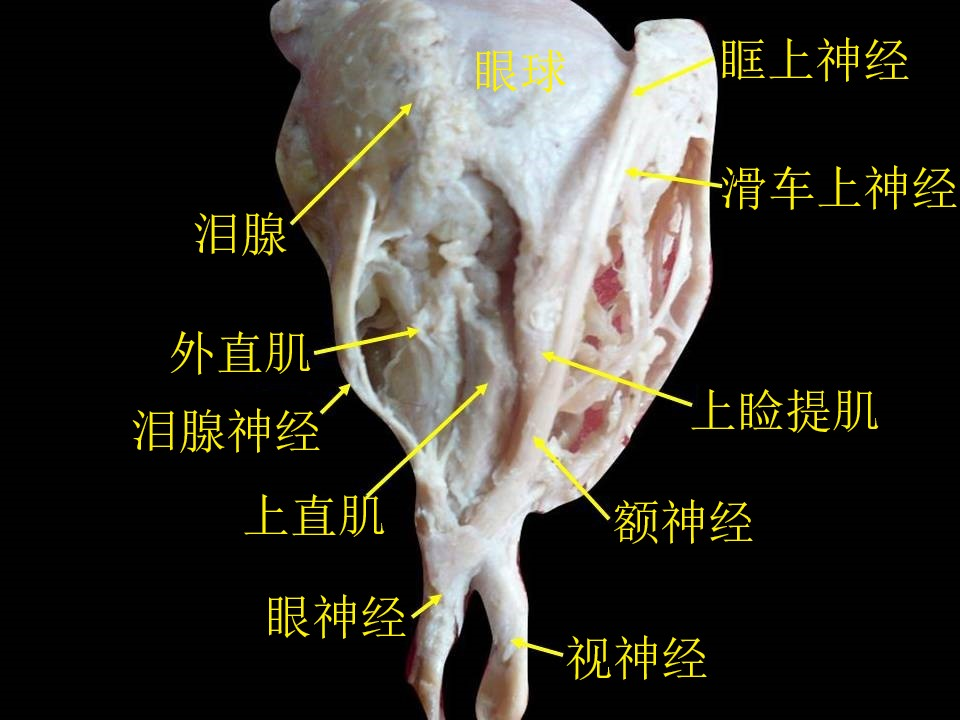
眼外肌。眼窩的神經(深層解剖圖)
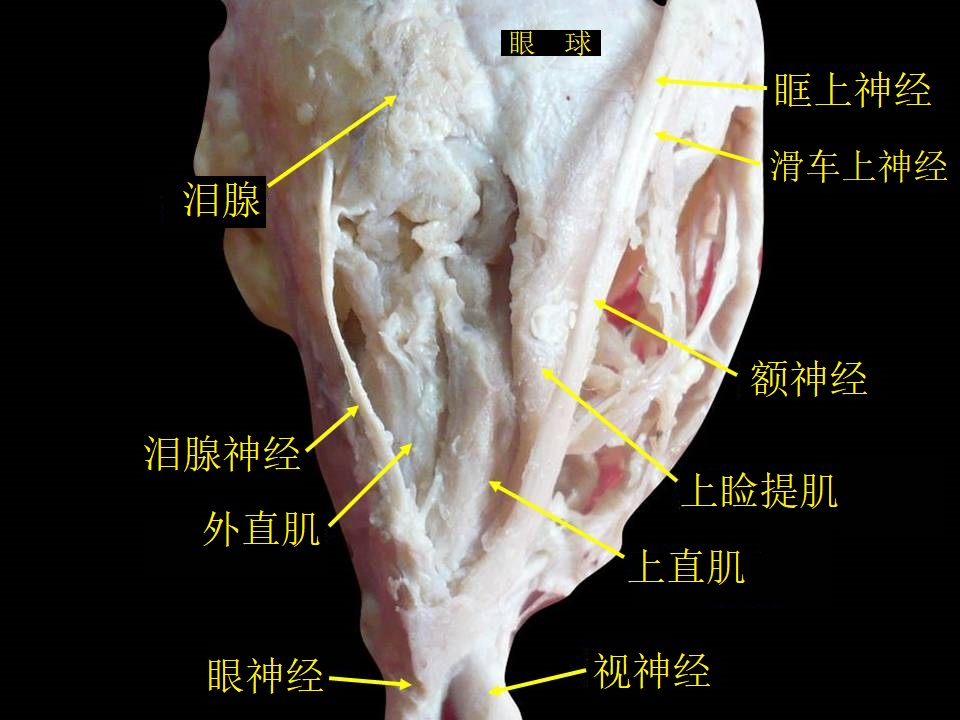
眼外肌。眼窩的神經(深層解剖圖)
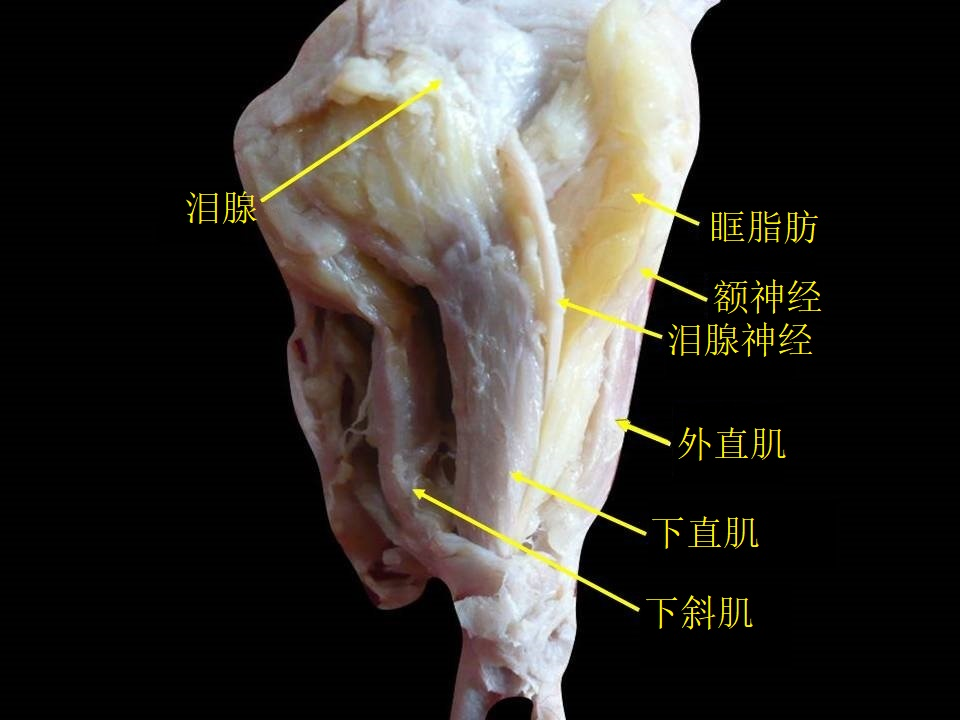
眼外肌。眼窩的神經(深層解剖圖)
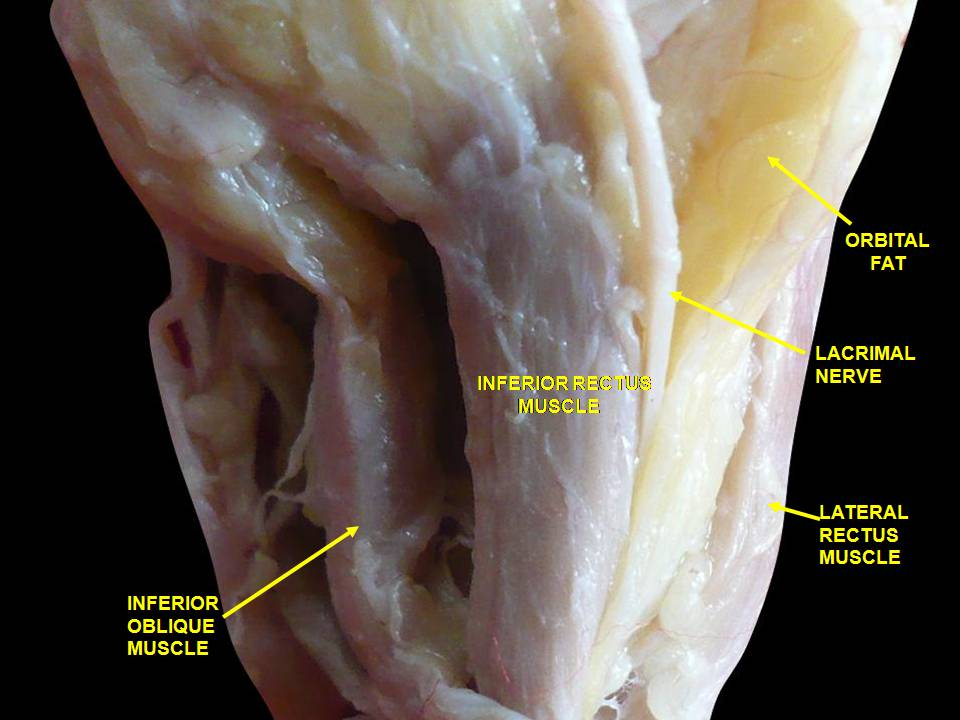
眼外肌。眼窩的神經(深層解剖圖)

## 外部連結
- -66715569 於 GPnotebook
- Anatomy figure: 29:01-05 at Human Anatomy Online, SUNY Downstate Medical Center
- 耶魯大學醫學院提供的腦神經教材 6-1